# Margaret Landon
Margaret Landon née à Somers le 7 septembre 1903 et morte à Alexandria le 4 décembre 1993 est une écrivaine américaine. 

## Biographie
Elle est principalement connue pour son roman Anna et le Roi, basé sur les mémoires de l'anglaise Anna Leonowens.